# Alexandre Vassilievitch Nemitz
Alexandre Vassilievitch Nemitz, né le 26 juillet 1879 à Kotioujany, en Bessarabie, et décédé le 1er octobre 1967 à en Yalta, en URSS, était le commandant en chef de la flotte de la mer Noire sous le Gouvernement provisoire en juillet 1917.
Il fut aussi le commandant en chef des Forces navales de la République socialiste fédérative soviétique de Russie de février 1920 à novembre 1921.
Il fut professeur de stratégie navale à l’Académie de la Marine militaire de Léningrad de 1922 à 1947.

## Biographie

### Règne du Tsar Nicolas II
Alexandre V. Nemitz est né dans une famille russe, appartenant à la noblesse héréditaire, originaire de la « Maison de Chevalerie » allemande von Bieberstein (armoiries de 1764). Ses ancêtres émigrèrent progressivement d’Allemagne en Pologne, puis en Bessarabie, où ils acquirent des terres, et enfin au bord de la mer Noire, à Odessa. Son père, Vassili Ferdinandovitch, y était juge de paix. Sa mère Sophia A., née Kouznetsov, appartenait à la noblesse de Kherson. Alexandre eut deux sœurs, Liouba V. et Véra V., et un frère, Apollon V.
À la mort de son père, il fut inscrit à 14 ans, par sa mère devenue veuve, à l’École du Corps des cadets de la Marine. En 1899, il reçut son diplôme et l’insigne d’or avec la mention d’excellence.
Comme officier cadet, il fut incorporé dans le 32e équipage de la Flotte de la mer Noire. En 1902, il fut chargé, par le ministre des Affaires étrangères, d’une « mission diplomatique secrète » à Constantinople. En septembre 1903, il sortit diplômé de la classe des officiers d’artillerie de marine. En juin 1905, à la même époque que la mutinerie des marins du cuirassé Potemkine, il refusa de fusiller quatre marins du navire Prout. Après la mutinerie de Sébastopol, il fut amené à prendre la défense de 200 marins et intervint de nuit auprès de l’amiral Skrydlov pour faire commuer la condamnation à mort de quatre marins en exil au bagne, mettant ainsi en danger sa carrière militaire. Considéré comme un officier libéral, Alexandre Nemitz fut condamné à quatre mois de corps de garde, puis fut muté dans la Section historique de l’état-major de la Marine. Avec un groupe d’officiers, il étudia alors les causes de la défaite de la Flotte impériale durant la Guerre contre le Japon de 1904-1905 et proposa de réformer les matières enseignées à l’Académie navale. Après avoir publié de 1909 à 1913 aux Éditions de l’Académie navale un corpus d’articles sur ce thème, il fut amené à donner des cours de stratégie navale à l’Académie Nikolaïev, intitulés « Stratégie appliquée ». Au début de la Première Guerre mondiale, il rédigea en tant que chef d’état-major de la Marine et officier d’état-major de la direction navale du Grand Quartier général, un mémorandum destiné à assurer à la Russie l’accès aux détroits de la mer Noire et dans lequel il proposait au Ministre des Affaires étrangères, Sergeï D. Sazonov, que la Russie intègre Constantinople dans son Empire, en lui donnant un statut particulier. Il rédigea encore un Plan de Guerre et un Plan des Opérations navales sur la mer Noire présentés et approuvés par le Tsar Nicolas II. 
Désireux de participer aux combats contre l’Empire ottoman sur la mer Noire, il fut affecté au commandement de la chaloupe canonnière Donets le 2 mai 1915, puis fut nommé successivement commandant de la 5e division des poseurs de mines, puis, ayant accédé au grade de Kapitän zur See de 1er rang, le 6 juin 1916, il prit le commandement de la 1re puis de la 5e division des contre-torpilleurs et enfin celui de la brigade des poseurs de mines. Pour tous ses engagements, à l’état-major général de la Marine et aux combats contre les Turcs, Alexandre Nemitz fut décoré deux fois de l’Ordre de Sainte-Anne, en 1912 et 1914, et trois fois de l’Ordre de Saint-Vladimir, en 1915, 1916 et 1917.

### Gouvernement provisoire Kérensky
Le 22 septembre 1917, à Sébastopol, en la cathédrale de l'Amirauté, Alexandre Nemitz épousa Anastasia Alexandrovna Vroubel, la demi-sœur du célèbre peintre Mikhaïl Vroubel. Celle-ci était veuve et déjà mère de cinq enfants : Natalia E., Iélena E., Dmitri E., Georgui E. et Olga E. Khodorovitch. Elle avait épousé à Sébastopol, le 26 septembre 1897, Evgeni Julianovitch Khodorovitch, officier de Marine, décédé en 1905 à Port-Arthur lors de la Guerre russo-japonaise. Lors de cette guerre, elle servit elle-même sur le navire-hôpital Angara et le 20 février 1906, elle fut décorée de la médaille en argent de Saint-Georges « Pour le courage ». 
Parmi ses petits-enfants, il y a des dissidents - Tatiana A. Khodorovitch qui participa à la principale revue samizdat de l'ère brejnévienne, la Chronique des événements en cours (Khonika Tekouchtchikh Sobytii). Le 14 octobre 1977, en tant que membre du Groupe d'initiative de défense des Droits de l'Homme et du Fonds Soljenitsyne d'aide aux prisonniers politiques, elle fut convoquée par le KGB, qui la menaça d'une arrestation si elle n'émigrait pas. Quatre jours plus tard, elle s'exila à Paris pour « vivre selon sa conscience, fatiguée par le mensonge ! » Quant à Sergueï D., devenu en novembre 1977 le responsable du Fonds Soljenitsyne, le KGB le poursuivit et le déporta au camp du Goulag de Norilsk, au nord du Cercle polaire dans des conditions très dures. Libéré en 1987, il s'exila à Paris.
La Révolution de Février marqua la fin de la dynastie des Romanov.
Acquis aux idées libérales, Alexandre Nemitz prit la présidence de l’ « Union des Officiers libéraux » de la Flotte de la mer Noire dont le programme comprenait l’instauration d’une république démocratique, la poursuite de la guerre jusqu’à la victoire, l’abolition de la peine de mort, la garantie des libertés individuelles comme la liberté d’expression, de la presse, de rassemblement, de former des syndicats et de faire grève. Il s’agissait de s’opposer aux idées marxistes des bolcheviks. Convoqué par le chef du gouvernement Alexandre Kerensky au grand quartier général, il fut nommé le 18 juillet 1917 contre-amiral et le 22 juillet, commandant en chef de la Flotte de la mer Noire, succédant à l’amiral Koltchak, qui prit plus tard la tête des troupes blanches.
En août 1917, il refusa de suivre le complot fomenté par le général Lavr Kornilov contre Kérensky. Du 19 au 24 octobre 1917, il combattit en mer et fit couler et endommager plusieurs navires turcs. De retour à Sébastopol, il apprit la nouvelle de la prise du pouvoir par les bolchéviks et décida de ne pas se rendre à Pétrograd, alors même qu’il y était convoqué par la nouvelle direction du ministère de la Marine. Considéré comme déserteur, il fut condamné à mort par contumace par les bolchéviks.

### Époque soviétique sous Lénine
Alors qu’il était menacé de mort, ses deux sœurs furent exécutées avec leurs maris et leurs enfants durant la Terreur rouge. Son frère, Apollon, juge d’instruction au tribunal pénal quitta Odessa le 9 avril 1919 et se réfugia à Genève avec son épouse, Augustine-Cyrille, née Desclouds, d’origine suisse, et avec ses deux enfants - Sergueï A. - 6 ans (le père de l’auteur de cette biographie) et Sophia - un an. 
Pour sa part, Alexandre Vassilievich réintégra la vie civile en 1918, en se fondant dans la population. Il se cacha à Odessa chez sa mère, tout en laissant sa famille à Sébastopol. Il fréquenta alors un Cercle littéraire au sein duquel il fit la connaissance du grand poète Maximilian Volochine dont l’écrivain Ivan A. Bounine (premier russe à avoir reçu le Prix Nobel de littérature en 1933) cite, dans son livre Jours Maudits, les propos élogieux à l’égard d’Alexandre Vassilievich, le décrivant comme un poète qui « écrit bien des rondeaux et des triolets » et croyant en l’avenir de la Russie.
En septembre 1919, Lénine allait changer la destinée d’A.V. Nemitz. Il le fit rechercher pour lui proposer, en raison de ses qualités de fin stratège et en échange de la vie sauve, de devenir chef d’état-major de la 56e division d’infanterie, car l’Armée rouge manquait cruellement d’officiers pour l’encadrer. Dans ses Mémoires, Nemitz s’étonne : « Comment se fait-il que moi qui étais un noble héréditaire, ancien officier supérieur de la Marine du Tsar, je sois devenu un « camarade » aux yeux de cet homme que le Monde entier vénère ! » Toutefois, Alexandre Vassilievich se retrouva avec la 45e division d’Iona Emmanouilovitch Yakir, encerclé à Odessa par les troupes blanches du général Anton I. Denikine. La 58e division se joignant à eux, Nemitz devint de fait chef d’état-major de ce « Groupe Sud ». Grâce à son talent de stratège, après une marche forcée de 400 km et des combats acharnés au cours desquels il fut grièvement blessé à une jambe, l’encerclement fut rompu, leur permettant de rejoindre, près de Kiev, la 12e Armée rouge. Cette victoire valut à I.E. Yakir de recevoir la 2e médaille de l’Ordre du Drapeau rouge (décoration militaire la plus importante à cette époque) et à Alexandre V. Nemitz la 270e. Le 5 février 1920, le Bureau politique (Politburo) du Comité central du Parti communiste panrusse (bolchévique), présidé par Lénine, décida de nommer A.V. Nemitz commandant en chef de toutes les Forces navales de la République socialiste fédérative soviétique de Russie (la RSFSR), pour succéder à Evgueni A. Behrens, appelé à négocier avec la France le rapatriement de la Flotte blanche mouillant à Bizerte, en Tunisie. Alexandre Nemitz participa ainsi à de nombreuses séances du Conseil du Travail et de la Défense présidé par Lénine, dont il souligne : « … le tact, la bienveillance envers les gens… , la détermination… détestant la flatterie et l’obséquiosité… , formulant ses décisions de façon claire et logique, en se basant sur les faits qui avaient été clarifiés lors de la discussion… » Il participait en outre régulièrement aux séances du Conseil révolutionnaire de guerre, présidé par Trotsky, y côtoyant Staline et Kamenev, le commandant en chef de l’Armée rouge. En mai 1920, Nemitz planifia l’attaque victorieuse contre la flotte interventionniste anglaise (ru) mouillant dans le port perse d’Anzali au bord de la mer Caspienne, ce qui permit d’approvisionner à nouveau en pétrole le nouvel État soviétique. Restait à vaincre les troupes blanches des Cosaques de Piotr Nikolaïevitch Wrangel regroupées en Crimée et sur la mer d’Azov. Cela fut fait en novembre 1920. Au terme des combats et la victoire acquise, Nemitz réalisa encore, en février 1921, l’exploit de faire passer 40 000 soldats de l’Armée rouge, menacés de famine, de la Crimée au Kouban, en leur proposant de traverser le détroit de Kertch directement sur la glace de la banquise.
On peut affirmer que grâce à ses immenses talents de la stratège, A.V. Nemitz assura l’avenir de la RSFSR et le pouvoir de celle-ci sur le Sud de la Russie. En outre, l’art militaire soviétique s’enrichit de ses conceptions stratégiques et de ses multiples plans opérationnels. Ce n’est donc pas par hasard que la littérature militaire soviétique considère A.V. Nemitz comme le « premier amiral rouge », à l’origine de la renaissance des Forces navales de la tout jeune République soviétique.

### Époque soviétique sous Staline
À la surprise générale, fin novembre 1921, A.V. Nemitz, arguant du fait qu’il souffrait de sa blessure et qu’il n’était pas membre du Parti communiste, demanda à être relevé de son commandement. Le vice-amiral Eduard S. Pantserzhanskiy (ru) lui succéda (e 26 septembre 1937 (celui-ci sera exécuté lors des purges staliniennes au sein de l’Armée Rouge). Dès 1922, Nemitz réorienta sa carrière militaire vers l’une de ses passions, l’enseignement. Il entama alors une carrière de professeur de stratégie navale à l’Académie de la Marine militaire à Léningrad. Parallèlement, vu ses immenses compétences, le 11 avril 1924, sur décision no 719 du Conseil révolutionnaire de guerre de l’URSS, présidé par Kliment E. Vorochilov, Nemitz fut chargé des missions de première importance auprès de ce CRG et du commissariat du peuple aux Affaires militaires et navales. Il dispensa encore son enseignement à l’Académie aérienne et à l’Académie militaire politique à Moscou. À cette époque, il rédigea deux ouvrages très importants :
- Le Service de l’État-Major dans les Forces navales ;
- Un aperçu de la Première Guerre mondiale sur mer.

Dès 1929, il présida la Commission gouvernementale pour la défense des côtes de la mer Noire et, en 1930, fut nommé adjoint de l’inspecteur du Conseil militaire naval du Comité révolutionnaire de l’Armée rouge des ouvriers et des paysans (RKKA). En 1936, il obtint le grade d’officier de 1er rang (Flagman). En 1938, il échappa aux terribles purges staliniennes qui décapitèrent le commandement de l’Armée rouge, fragilisant celle-ci face à la montée en puissance de la Wehrmacht. Selon son petit-fils Dmitri I. Chmeliov, lors des réunions avec Staline, Nemitz n'hésitait pas parfois à le contredire. Un jour, après un discours de Staline, Nemitz lui fit remarquer : « Mais, c'est de la dilapidation des ressources nationales ». Staline se fâcha. Alors, A.V. Nemitz, en rentrant à la maison, dit à sa femme Anastasia A. : « Préparons nos affaires... Nous risquons de partir à l'Est... [la Sibérie] ». Mais Staline décida de ne pas faire intervenir le NKVD, laissant à Nemitz et à son épouse la vie sauve. Les mérites d’A.V. Nemitz furent, au contraire, reconnu par Staline qui le décora de la médaille des « XX ans de l’Armée rouge des ouvriers et des paysans ». De 1938 à 1940, Nemitz fut attaché aux Éditions navales du commissariat du peuple à la Marine et à la demande du grand état-major naval de l’URSS, il écrivit Le travail de l’État-Major Général naval, non publié, mais qui fut d’une grande aide pour le commissaire du peuple à la Marine durant la Grande Guerre patriotique, l’amiral Nikolaï Guerassimovitch Kouznetsov.
En 1940, A.V. Nemitz rédigea ses mémoires : Le passé récent de notre Flotte - d’après des souvenirs personnels. Il y évoque, d’une part, tous ses efforts pour améliorer l’enseignement et la formation des cadres de la Marine impériale et, d’autre part, son engagement durant la Guerre civile comme commandant en chef des Forces navales de la RSFSR. Le 21 mai 1941, soit un mois avant le funeste dimanche 22 juin 1941 à 3 h 15 du matin, lorsque Hitler lança son plan d’invasion de l’URSS « Barbarossa », A.V. Nemitz obtint le grade de vice-amiral. En pleine Grande Guerre patriotique, le 27 août 1943 (à 64 ans), A.V. Nemitz fut titularisé comme professeur principal à la chaire de « stratégie et art opérationnel », ainsi qu’à celle de « stratégie et tactique » de la Faculté de commandement de l’Académie navale « K.E. Vorochilov », poste qu’il occupa jusqu’à sa retraite en 1947 (à 68 ans). Le 21 février 1945, il fut cité à l’Ordre de Lénine et le 9 mai de la même année, fut décoré de la médaille « Pour la Victoire sur l’Allemagne ».
Ne pouvant se résoudre à rester inactif, A.V. Nemitz travailla encore quelques années, bénévolement, comme correcteur chef à la Section de correction cartographique du Service hydrographique de la Flotte de la mer Noire à Sébastopol. En 1951, l’amiral N.G. Kouznetsov, après une période de disgrâce, fut nommé, par Staline, ministre de la Marine. Il s’adressa alors à Nemitz, ayant apprécié ses connaissances durant la Grande Guerre patriotique, pour lui demander un travail de réflexion et de recherche sur l’avenir de la Flotte soviétique. A.V. Nemitz se mit avec ardeur au travail, ne demandant même pas un revalorisation de sa rente de vieillesse, alors même qu’il y avait droit. Il rédigea une monographie intitulée : Particularités de la conduite des opérations de combat sur mer en conditions modernes. N.G. Kouznetsov lui fit un très bon accueil, mais celui-ci fut, peu de temps après, limogé. Toutes les propositions d’A.V. Nemitz sombrèrent dans l’oubli, la nouvelle doctrine étant basée sur le développement des sous-marins à ogives nucléaires au détriment des porte-avions dont Nemitz pensait qu’ils allaient jouer un rôle déterminant en matière de géopolitique. Les Américains, eux, l’avaient bien compris.

### Décès
A.V. Nemitz décéda le 1er octobre 1967, à 88 ans, des suites d’une insuffisance cardiaque progressive à Yalta. Il fut enterré à Sébastopol, au cimetière des Komunarov (Confédérés). Un monument en marbre fut érigé sur sa tombe au frais du ministère de la Défense de l’URSS. Son portrait de profil, en uniforme de vice-amiral, y est immortalisé et sur l’épitaphe, on lit : « Les Militaires de la Marine, les citoyens de Sébastopol et les hôtes de la « Ville héroïne » inclinent leur tête devant cette tombe, en rendant hommage au Fils fidèle de notre Patrie qui a consacré toute sa vie à lutter contre ses ennemis et à édifier notre puissante Flotte militaire ».

## Grades

### À l’époque impériale
- Lieutenant d’artillerie de marine - le 28 mars 1904 (à 24 ans ¾)
- Premier Lieutenant - le 6 décembre 1909
- Capitaine de 2e rang - le 6 décembre 1912
- Capitaine de 1er rang - le 6 juin 1916 (à 37 ans)

### Pendant le Gouvernement provisoire
- Contre-amiral - le 18 juillet 1917 (à 38 ans)

### À l’époque de la RSFSR
- Commandant en chef des Forces navales de la République socialiste fédérative soviétique de Russie (5 février 1920)

### À l’époque de l’URSS
- Officier général de 1er rang (Flagman) - en 1936
- Vice-amiral de la Flotte soviétique - le 21 mai 1941 (à 62 ans)

## Fonctions

### À l’époque impériale
- « Défenseurs » de marins condamnés à mort (1905)
- Officier d’État-Major dans la Division « Particularismes de la mer Noire » (1906)
- Officier d’État-Major dans la « Section historique » de l’État-Major Général de la Marine (1907)
- Réviseur du Règlement maritime et Chargé de cours à l’Académie navale « Nikolaïev » (1910)
- Professeur-adjoint à l’Académie de Marine militaire (1912)
- Chef de la 2e Section stratégique - mer Noire, Chef d’EM de la Marine, Officier d’EM à la Direction navale au Grand Quartier Général, Rédacteur d’un Mémorandum sur l’accès de la Russie aux Détroits de la mer Noire, Concepteur du Plan de Guerre et des Opérations navales sur la mer Noire (1914)
- Commandant de la chaloupe canonnière « Donets », puis Commandant de la 5e Division des Poseurs de mines (1915)
- Commandant de la 1re Division des Contre-torpilleurs, puis de la 5e Division des Contre-torpilleurs (1916)
- Commandant de la Brigade des Poseurs de mines (1917)

### Pendant le Gouvernement provisoire
- Commandant en chef de la Flotte de la mer Noire (22 juillet 1917 à fin octobre 1917)

### À l’époque de la République socialiste fédérative soviétique de Russie et la Guerre civile
- Chef d’État-Major de la 56e Division d’infanterie, puis Chef d’EM du « Groupe Sud » de l’Armée Rouge (1919)
- Commandant en chef des Forces navales de la RSFSR  (de février 1920 à novembre 1921)
- Membre du Conseil Révolutionnaire de Guerre, Rapporteur au Conseil du Travail et de la Défense,
- Chef du Service administratif du Commissariat du Peuple aux Affaires militaires (1920)
- Adjoint du Commandant en chef aux Affaires maritimes et Chargé de missions auprès du Président du Conseil Révolutionnaire de Guerre (1921)
- Professeur à l’Académie des Forces aériennes à Moscou et à l’Académie de Marine militaire à Pétrograd (1922)
- Adjoint du Directeur de la fabrique d’obus « Bolchévik » (1923)

### À l’époque de l’URSS
- Chargé des missions de première importance auprès du Commissariat du Peuple aux Affaires militaires et navales et auprès du Conseil Révolutionnaire de Guerre (1924)
- Professeur titulaire de Stratégie navale à l’Académie navale à Léningrad (1926)
- Président de la Commission gouvernementale pour la protection des rives de la mer Noire à bord du bateau « Dunaï » (1929)
- Adjoint de l’Inspecteur du Conseil militaire naval du Comité Révolutionnaire de l’Armée Rouge des Ouvriers et des Paysans (RKKA) (1930)
- Attaché aux Éditions navales du Commissariat du Peuple à la Marine (1938)
- Professeur principal à la Chaire de « Stratégie et Art opérationnel » et à la Chaire de « Stratégie et Tactique » de la Faculté de Commandement de l’Académie navale militaire « K.E. Vorochilov » (1943)
- Correcteur en chef et « bénévole » de la section de correction cartographique du Service hydrographique de la Flotte de la mer Noire (1947)

## Distinctions

### À l’époque impériale
- Ordre de Saint-Stanislas, 3e classe (1906)
- Ordre de Sainte-Anne, 3e classe (1912)
- Ordre de Sainte-Anne, 2e classe et Ordre de Saint-Stanislas, 2e classe (1914)
- Ordre de Saint-Vladimir, 4e classe (1915)
- Ordre de Saint-Vladimir, 4e classe avec épées et ruban (1916)
- Ordre de Saint-Vladimir, 3e classe avec épées et Arme de Saint-Georges (1917)

### À l’époque de la République Socialiste Fédérative Soviétique de Russie
- Ordre du Drapeau rouge no 270 (1919)

### À l’époque de l’Union des Républiques Socialiste Soviétiques
- Médaille des « XX ans de l’Armée Rouge des Ouvriers et des Paysans » (1938)
- Ordre du Drapeau rouge (pour ancienneté) (1944)
- Ordre de Lénine et médaille « Pour la Victoire sur l’Allemagne » (1945)
- Arme nominative (1959)

## Publications
- Étude stratégique de la Guerre russo-japonaise - Ed. Académie navale (1912)
- Étude de la Guerre russo-japonaise sous le commandement de l’amiral Makarov - Ed. Recueil Maritime (1913)
- La Guerre russo-japonaise sur mer - Ed. Histoire de l’Armée Rouge et de la Flotte, Tome 14-15 (1913)
- Stratégie appliquée - Recueil de cours, Académie navale (1913)
- Planification et Réorganisation des Forces navales de la mer Noire et d’Azov - Document pour le
- Conseil du Travail et de la Défense (1920)
- Planification et Réorganisation des Forces navales maritimes, fluviales et lacustres – Document  pour le Conseil du travail et de la Défense (1921)
- Aperçu stratégique de la Première Guerre mondiale sur mer - Document sur mission du Conseil Révolutionnaire de Guerre de l’URSS (1924)
- Le Service de l’État-Major dans la Flotte - Ed. Académie des Forces aériennes militaires (1924)
- Travail de l’État-Major Général naval - Document sur mission du Grand État-Major naval (1938)
- Le passé récent de la Flotte russe, d’après des souvenirs personnels, Mémoires non publiées (1940)
- Description militaire et géographique du théâtre des opérations de combat du Bas-Danube,
- Document sur mission de l’État-Major Supérieur naval (1942)
- La voie navigable du Danube - pilotage et technique - Ed. militaire navale (1944)
- La stratégie sur mer - Documents manuscrits pour l’Académie navale (1947)
- Particularités dans la conduite des opérations de combat sur mer en conditions modernes
- Monographie sur mission de l’Amiral Nikolaï Gerasimovitch Kouznetsov, Ministre de la Marine de l’URSS, non publié  (1952)
- Les batailles contre Wrangel, dans « Le Drapeau du Grand Octobre », Sébastopol (1961)

## Sources
- A.V. Nemitz, http://militera.lib.ru/h/civilwar_blacksea/03.htm Le passé récent de la flotte russe, tirés de souvenirs personnels
- V.G.Lebedko, Vice-Amiral A.V. Nemitz
- F.Zinko, Deux amiraux - Nemitz et Nimitz
- V.I. Koriavko, L’activité de chercheur du Vice-Amiral A.V. Nemitz
- Article Alexander Nemitts sur Wikipedia en russe
- A.V. Nemitz - Nécrologie - Journal Étoile Rouge - 6 octobre 1967
- Le destin de l’Amiral -  Journal Étoile Rouge - 21.1.1988 - B.Corda
- Le Réserviste d’honneur - A.P. Aristov, les Commandants de la Flotte, Moscou, p. 75 - 91,1990
- Dictionnaire encyclopédique militaire naval - V.I. Kouroedov, Ed. militaire, Moscou, 2005
- Ronald P. Bobrof, Late imperial Russia and the Turkish Straits- Roads to Glory. Ed I.B. Tauris, London, 2006